# Kamieńczyk (Międzylesie)
Kamieńczyk (deutsch: Steinbach) ist ein Ort in der Stadt- und Landgemeinde Międzylesie im Powiat Kłodzki der Woiwodschaft Niederschlesien in Polen. Es liegt drei Kilometer südwestlich von Międzylesie (Mittelwalde).

## Geographie
Kamieńczyk liegt am südlichen Rand des Habelschwerdter Gebirges an der Grenze zu Tschechien. Nachbarorte sind Smreczyna (Schönau b. Mittelwalde) im Nordwesten, Boboszów (Bobischau) im Südosten, Petrovičky (Deutsch Petersdorf) und Mladkov (Wichstadtl)  im Süden, České Petrovice (Böhmisch Petersdorf) im Westen und das nicht mehr bewohnte Czerwony Strumień (Rothflössel) im Nordwesten.

## Geschichte
Steinbach wurde 1564 durch die damaligen Besitzer der Herrschaft Mittelwalde David und Michael Tschirnhaus gegründet. Es zieht sich den Adamsberg hinauf, wo unmittelbar an der Grenze ein Freirichterei stand, die nicht mehr erhalten ist.
Nach dem Ersten Schlesischen Krieg 1742 und endgültig nach dem Hubertusburger Frieden 1763 fiel Steinbach zusammen mit der Grafschaft Glatz an Preußen. Nach der Neugliederung Preußens gehörte es ab 1815 zur Provinz Schlesien und war zunächst dem Landkreis Glatz eingegliedert. 1818 erfolgte die Umgliederung in den Landkreis Habelschwerdt, zu dem es bis 1945 gehörte. 1939 wurden 271 Einwohner gezählt. 
Als Folge des Zweiten Weltkriegs fiel Steinbach 1945 wie fast ganz Schlesien an Polen und wurde in Kamieńczyk umbenannt. Die deutsche Bevölkerung wurde vertrieben. Die neu angesiedelten Bewohner waren teilweise Zwangsumgesiedelte aus Ostpolen, das an die Sowjetunion gefallen war. Wegen der abgelegenen Grenzlage verließen die meisten Bewohner den Ort in den nachfolgenden Jahrzehnten, so dass er heute stark entvölkert ist. 1975–1998 gehörte Kamieńczyk zur Woiwodschaft Wałbrzych (Waldenburg).

## Sehenswürdigkeiten
- Die um 1710 erbaute St.-Michael-Begräbniskapelle ist mit Schindeln gedeckt. Es ist ein Blockbau mit beidseitig verschalten Schrotholzbalken und einem viereckigen Turm mit Zwiebelhaube. Der Altar mit kleinen Pforten sowie die Kanzel stammen aus dem böhmischen Wichstadtl (Mladkov). Die flache Kassettendecke sowie die Brüstung der umlaufenden Emporen wurden 1734 von dem Prager Maler Anton Ferdinand Veit mit floralem Muster verziert und nach 1923 vom Habelschwerdter Kunstmaler Herbert Blaschke erneuert. Von ihm stammen auch die Hinterglasbilder des Kreuzwegs.
- Neben der Kirche steht ein barockes Steinkreuz.